# サシハリアリ
サシハリアリ（刺針蟻）またはパラポネラ (Paraponera clavata) はアリの一種である。ニカラグアからパラグアイまでの、湿潤な低地多雨林に生息する。刺されたときの痛みが激しいアリとして知られ、痛みが24時間続くことから24時間アリ（スペイン語 hormiga veinticuatro）、その痛みが銃弾に撃たれたようなショックであることから弾丸アリ（英語 bullet ant）とも呼ばれる。また、英語では lesser giant hunting ant とも呼ばれる。

## 形態・生態

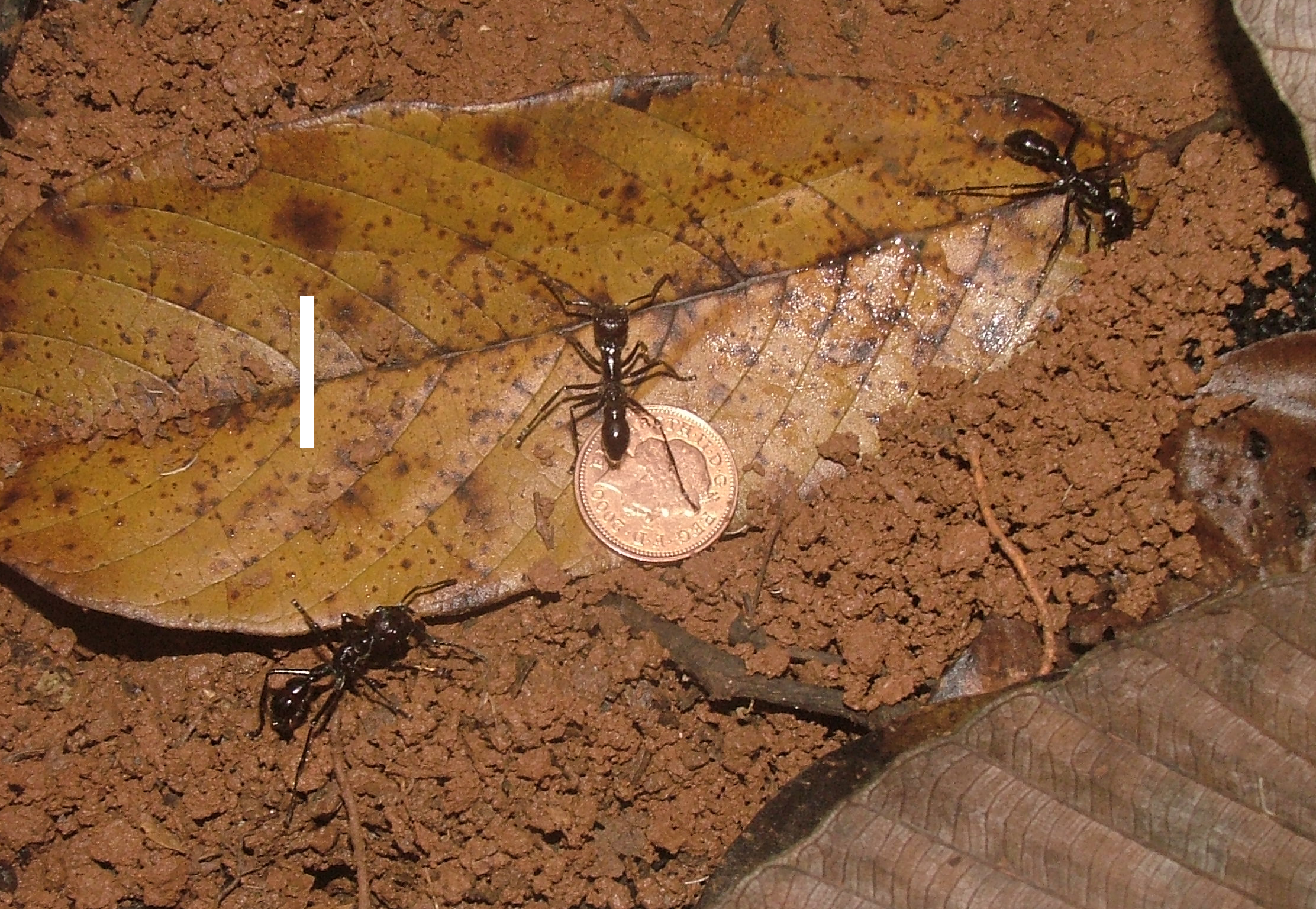
白線は2 cm。

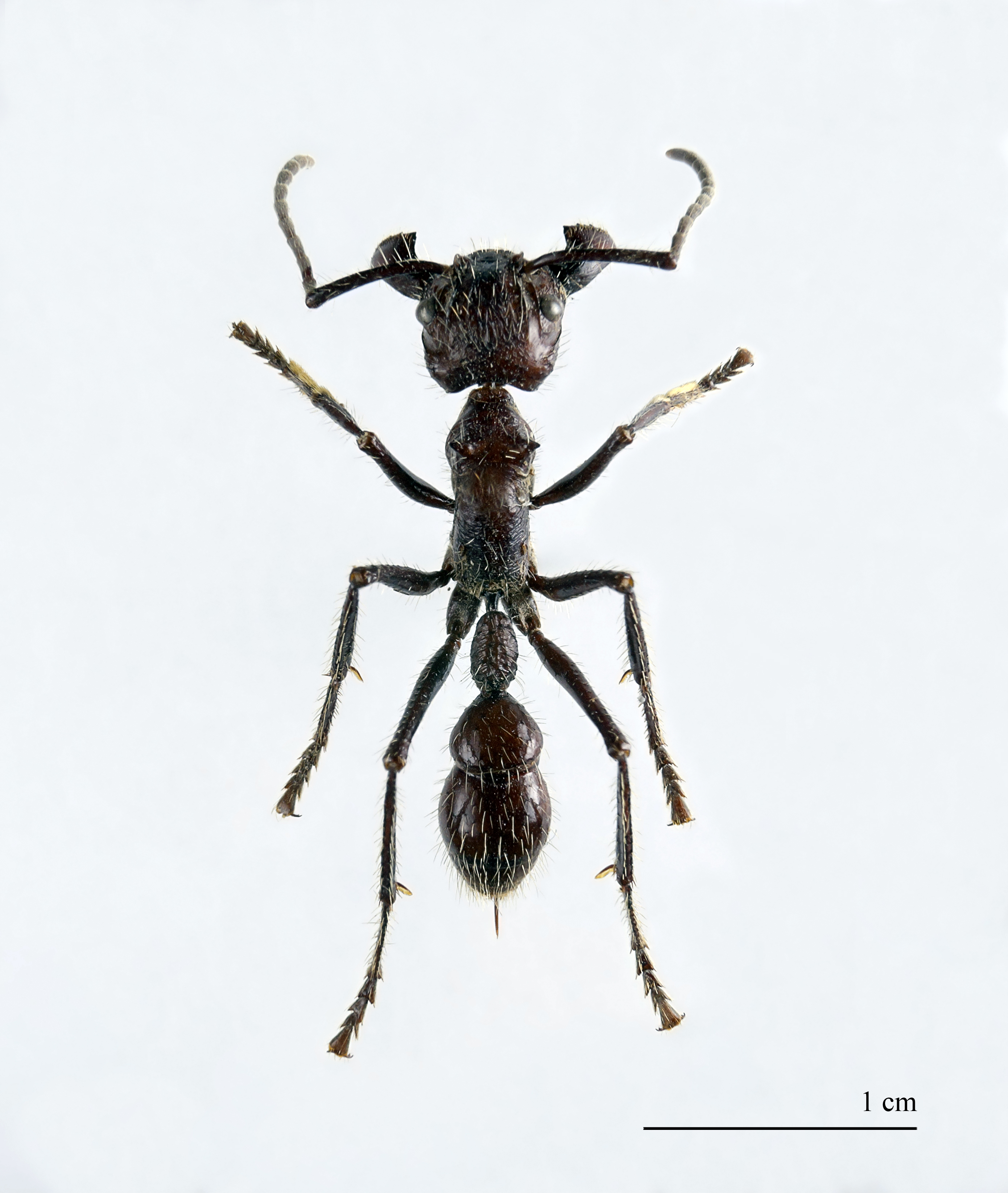
Paraponera clavata - museum specimen

大型のアリで、働きアリは18–30 mm、赤黒く頑強である。肉食性であり、他の原始的なアリと同じくカーストによる多型を示さない。女王アリは働きアリと比べそれほど大きくない。

### 巣
巣は樹木の根元に作られ、数百から千匹程度のアリが属する。働きアリはその樹木に登って小型節足動物や甘露などを摂食する。甘露は主要な餌であり、大顎の間に挟んで運ぶ。樹冠にまで登ることもあるが、地上では活動しない。パナマのバロ・コロラド島 (BCI) とコスタリカで行われた2つの研究では、1ヘクタールあたり4つの巣が確認された。BCIでは、巣は70種の木本、6種の低木、2種のつる性木本、1種のヤシの下で見られた。最も巣の数が多かったのはアカネ科のFaramea occidentalisとセンダン科のTrichilia tuberculata の下だったが、これはBCIの森に最も多い樹種である。巣の出現頻度が高かった樹種は、アカネ科のAlseis blackiana、サンユウカ属のTabernaemontana arborea、ニクズク科のVirola sebifera、センダン科のGuaria guidonia、ヤシ科のOenocarpus mapora などであった。樹木への選択性はそれほど強くないと考えられるが、BCIでの調査では、板根や花外蜜腺を持つ樹木が好まれるようである。

## 針
本種に刺された時の痛みはあらゆるハチ・アリの中で最大であるとされ、シュミット指数ではオオベッコウバチの上である “4+”とされている。ペプチド性神経毒のポネラトキシンが単離されており、電位依存性のNaイオンチャネルに作用して神経伝達を阻害する。この毒を医療に応用する研究も進められている。

### 通過儀礼
ブラジルの先住民族Satere-Maweは、戦士となるための通過儀礼に本種を用いる。まず植物性抽出物を用いてアリに麻酔をかけ、ヤシの葉に縫い込む。次に、針が内側を向くような手袋の形に整える。アリの麻酔が解けたあとで手袋に手を挿入し、10分程度耐える。この時針からの保護として、手に炭を塗ることが認められる。儀式のあと数日は手に痺れが残るという。この儀式を20回、数か月から数年かけて行うことで、通過儀礼が完了する。

## 寄生虫
本種は攻撃的であり、隣接する巣の間での戦いがよく起こるため、負傷した働きアリが多く発生する。Apocephalus paraponerae はこのような負傷した働きアリに寄生する、1.5 - 2ミリメートルのノミバエ科のハエである。健常なアリはハエを追い払うことができるので寄生されないが、人工的に寄生させることは可能である。このハエは傷ついたアリの匂いに誘引され、そこで摂食・交尾・産卵が行われる。潰したアリには2 - 3分の内に、10匹近くのハエが群がる。アリ1匹当たり20匹の幼虫が寄生する。